# Sixth Man
Sixth Man (engl. für Sechster Mann) ist eine inoffizielle Bezeichnung für Spieler im Basketball.
Als Sixth Man wird ein Spieler bezeichnet, der zu Beginn eines Spiels auf der Bank sitzt, aber dennoch einen großen Einfluss auf das Spielgeschehen hat. Er wird oft als erster Spieler in das Spiel eingewechselt und ist somit der sechste Mann (neben den fünf Startern) der für die Mannschaft das Spielfeld betritt. Dieser Spieler spielt meistens genauso lang wie Starter in der Mannschaft und erzielt ähnliche Statistiken. Meistens kann dieser Spieler mehrere Positionen spielen, wodurch er mehr Einwechslungsoptionen anbietet. Detlef Schrempf zum Beispiel, der erste europäische Sixth Man in der NBA, konnte auf der Small Forward- und der Power-Forward-Position spielen. Das Vorhandensein eines guten Sechsten Mannes zeugt oft von einer sehr guten Mannschaft, da der Sixth Man eigentlich talentiert genug wäre, um zu starten.
Als Erfinder des Sixth-Man-Konzeptes gilt Red Auerbach, der mit den Boston Celtics in den 1960er Jahren als Coach neun NBA-Meisterschaften gewann. Weil er auf Small Forward die Wahl zwischen dem defensivstarken Jim Loscutoff und dem offensivstarken Frank Vernon Ramsey hatte, löste er das Problem, indem er Loscutoff starten ließ und das Spiel in der Regel mit Ramsey beendete. So konnte Loscutoff den gegnerischen Forward mürbe spielen, so dass Ramsey in der Schlussphase zu leichten Punkten kam. Weitere Sixth Men der Celtics waren Sam Jones, John Havlicek, Don Nelson und Kevin McHale. Bekannte Sixth Men der 1970er Jahre waren Billy Cunningham (Philadelphia 76ers) und Jerry Lucas (New York Knicks), und in den 1980er Jahren sorgten Bobby Jones (Philadelphia 76ers) und Vinnie Johnson (Detroit Pistons) von der Bank für Gefahr. Bekannte Sixth Men der 1990er Jahre waren Detlef Schrempf und Toni Kukoč, in den 2000ern waren es u. a. Jason Terry von den Dallas Mavericks oder Bobby Jackson von den Sacramento Kings, und in den 2010ern sorgen u. a. die Edelreservisten Jamal Crawford von den Atlanta Hawks oder Manu Ginóbili bei den San Antonio Spurs für Punkte.
Üblicherweise werden offensivstarke Sixth Man eingesetzt, um für zusätzliche Punkte von der Bank zu sorgen. Ausnahmen von der Regel sind ältere Big Men, die nicht mehr das ganze Spiel mit voller Kraft spielen können, aber dies kompensieren, indem sie in begrenzter Zeit mit hoher Intensität nahe am Korb agieren (Bill Walton bei den Boston Celtics, Alonzo Mourning bei den Miami Heat, Dikembe Mutombo bei den Houston Rockets).
Die NBA ehrt solche Spieler mit dem NBA Sixth Man of the Year Award.